# USS LST-1049
O USS LST-1049 foi um navio de guerra norte-americano da classe LST que operou durante a Segunda Guerra Mundial.